# Exmore
Exmore – miasto w Stanach Zjednoczonych, w stanie Wirginia, w hrabstwie Northampton.